# Richard Felix
Richard Felix (Derby, 23 februari 1949) is een Brits documentairemaker en amateurhistoricus, die zijn bekendheid aan zijn activiteiten als spokenjager dankt. Van 2003 tot 2006 maakte hij deel uit van het onderzoeksteam van de televisiereeks Most Haunted. Hij noemt zichzelf ‘paranormaal historicus’ en is directeur van Derby Gaol. Naar eigen zeggen bestaat zijn levensdoel erin, te ontdekken wat ‘geesten’ eigenlijk zijn, al beschouwt hij zich tezelfdertijd als een scepticus.

## Carrière
Felix was de zoon van platenboeren. Hij verliet de school op zijn 15de en leidde zelf een marktkraam met muziekplaten tot 1980. Toen hij 19 was, werd bij hem een zeer vergevorderde kanker vastgesteld, waarvan hij zich echter herstelde. Hij ging bij het leger en werd kornet bij de Army Reserve. Voorts was hij voorzitter van de toeristische associatie van Derby. In 1992 stichtte hij een heemkundig museum te Derby, Derby Heritage Centre, gevestigd in een oude grammar school. Derby Gaol, dat hij voor het publiek openstelde, is een oude gevangenis, die Felix als ‘een van de meest behekste gebouwen van Engeland’ beschouwt.
Sedert de late jaren 90 tot op heden produceert Richard Felix dvd’s onder de titel A Tour of Haunted Britain. Hierin bezoekt hij elk afzonderlijk graafschap en vertelt plaatselijke folkloreverhalen over spoken, weerwolven, klopgeesten en dies meer, naast uiteenzettingen omtrent de lokale geschiedenis. Hij bezoekt ruïnes en hotels (en heeft een grote voorliefde voor pubs), en praat gemoedelijk met mensen die beweren dat ze iets paranormaals hebben meegemaakt. Aanvankelijk was de stijl nog behoorlijk amateuristisch, zodat in sommige van de vroege video’s de klank nauwelijks verstaanbaar is.

## Ideeën
Zelf beweert Felix dat hij geen medium is, maar wel reeds een geest gezien en gehoord heeft. Echter, acht van de tien zogenaamde paranormale verschijnselen kunnen rationeel verklaard worden, zo zegt hij. Zijn stokpaardje is wat hij de stone tape-theorie noemt: volgens hem wordt ‘energie’ (waarmee hij de hersengolven bedoelt) op tijdstippen van moord, zelfmoord enzovoorts dusdanig intens dat ze in de stenen van het gebouw of in de grond kan worden opgeslagen. Dit herhaalt hij in bijna elke video. Een aantal van zijn documentaires werden tot boeken verwerkt. Hij schreef tevens het boek What is a Ghost?. Elk jaar met Halloween organiseert hij in Derby een grote rondleiding langs alle historisch interessante locaties aldaar.